# Pseudonaja nuchalis
Pseudonaja nuchalis, comúnmente conocida como serpiente marrón del norte o gwardar, es una serpiente altamente venenosa de la familia Elapidae, muy veloz, originaria de Australia. Su color y patrón son bastante variables, dependiendo en gran medida de su ubicación. Algunos expertos afirman que la amplia variación en apariencia y distribución extensa de la serpiente marrón occidental significa que la especie marrón occidental, de hecho, cubre múltiples especies relacionadas, pero separadas con tres especies derivadas ahora reconocidas oficialmente, P. nuchalis, P. aspidorhyncha, y P. mengdeni.
El nombre gwardar es una palabra que significa 'recorrer el camino más largo' en un idioma aborigen. Esto puede considerarse como un consejo para las personas que se encuentran con la especie en la naturaleza: es decir, mientras P. nuchalis es generalmente cauteloso, tímido e inclinado a retirarse en lugar de atacar, se defenderá si la acorralan.